# Sint-Joriskapel (Terbiest)

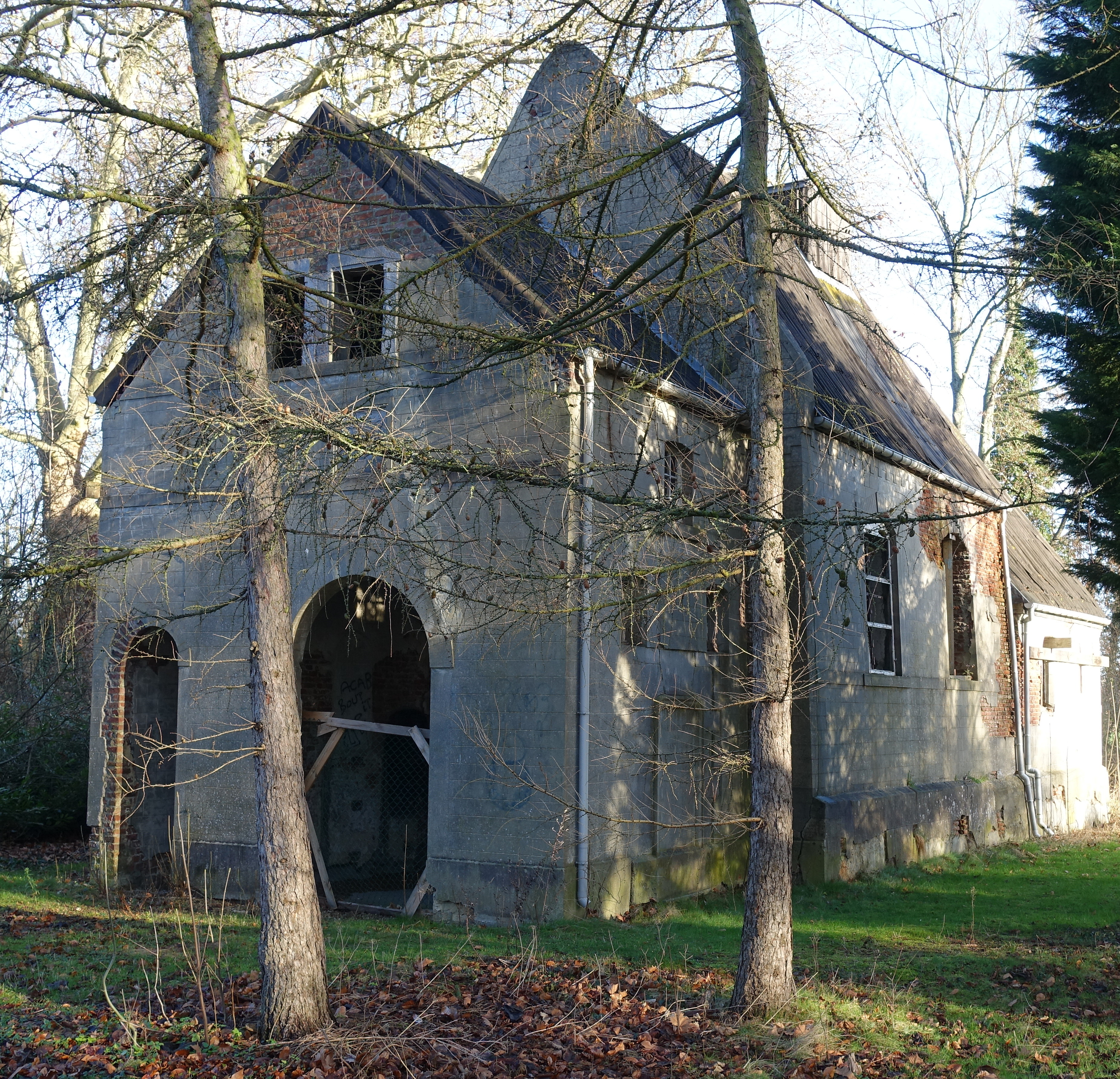
Sint-Joriskapel in Domein Terbiest

De Sint-Joriskapel is een kapel in het park van het Kasteel van Terbiest, nabij Melveren, in de Belgisch-Limburgse gemeente Sint-Truiden.
Deze kapel werd gebouwd in 1420, en ze werd in 1927 uitgebreid met een extra travee. Toen werd ook de buitenkant van het gebouwtje van een cementlaag voorzien. Het is feitelijk een zaalkerkje, dat bestemd was voor de bewoners van de heerlijkheid Terbiest. Het zadeldak werd bekroond door een dakruiter met klok. Het koor is lager dan de rest van het gebouwtje.
In 1936 schilderde Jos Tysmans het interieur van de kapel na. Het schilderij bevindt zich tot op heden in het klooster van de zuster augustinessen in Sint-Truiden.
Het interieur is bepleisterd, en er zijn nog een aantal schilderingen op aanwezig, waaronder een wapenschild met het jaartal 1779. In 1950 werd de kapel zwaar beschadigd tijdens een storm, en sindsdien verkeert ze in vervallen toestand.